# کشیدگی رباط

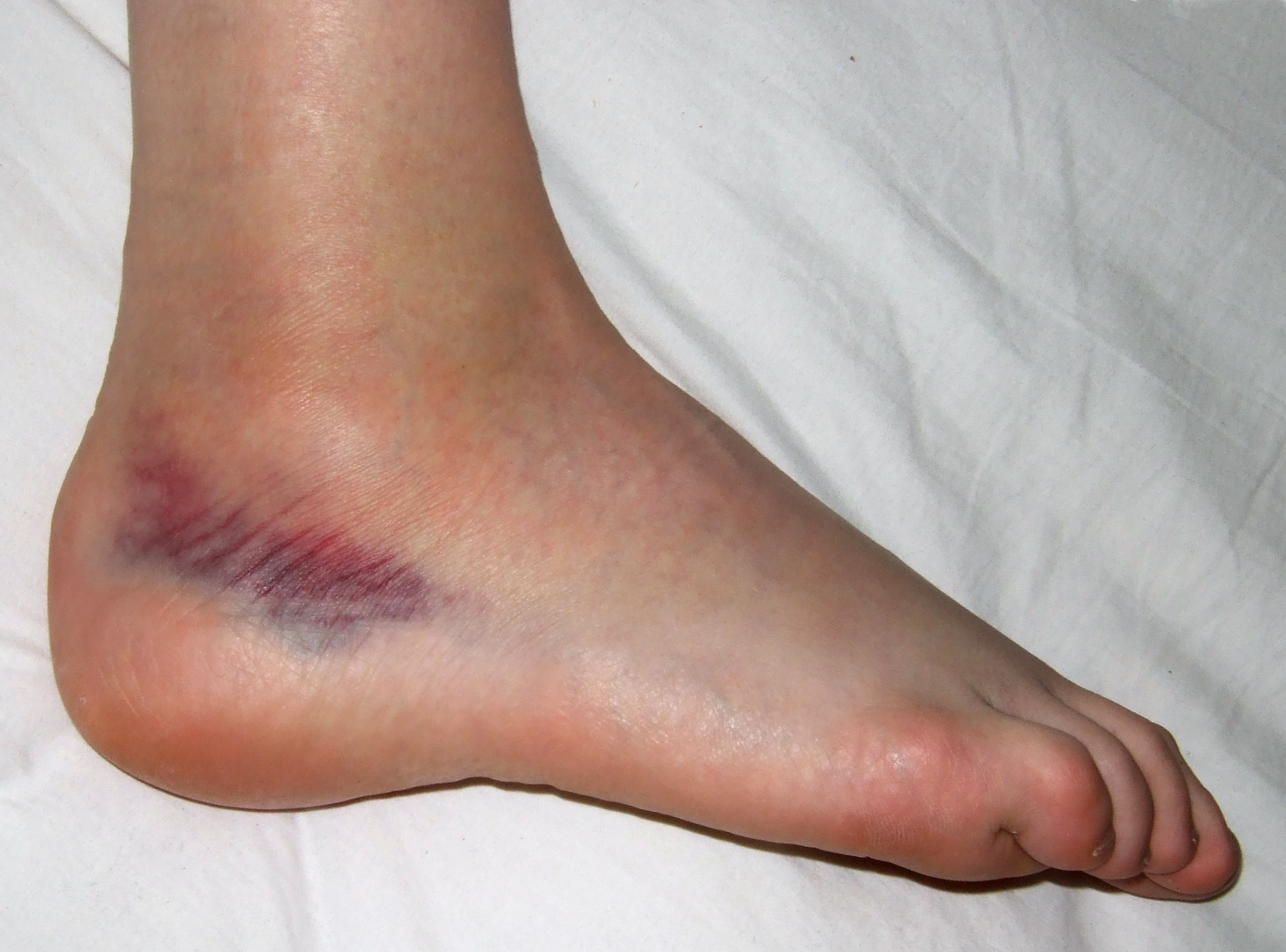
نمایی از پیچ‌خوردگی خفیف درجه ۲، چرخش به سمت داخل

پیچ‌خوردگی پا به معنی کشیده شدن یا پارگی خفیف رباط‌هایی است که مفصل را به استخوان متصل می‌کنند. رباط‌ها نوارهایی محکم از بافت هستند که استخوان‌ها را به هم وصل نگه می‌دارند و باعث پایداری مفصل می‌شوند. زمانی که پا به‌طور ناگهانی بچرخد، کج شود یا تحت فشار غیرعادی قرار بگیرد، ممکن است رباط‌های اطراف مچ پا، به‌ویژه در بخش بیرونی آن، آسیب ببینند.
در این حالت، فرد معمولاً دچار درد می‌شود که ممکن است شدید باشد. تورم، کبودی، ناتوانی در راه رفتن یا فشار آوردن روی پا و احساس سفتی یا حساسیت به لمس نیز از نشانه‌های شایع پیچ‌خوردگی هستند.
درمان معمول برای این مشکل شامل استراحت دادن به پا، گذاشتن یخ روی محل آسیب‌دیده برای کاهش تورم، بستن پا با باند کشی (بدون فشار زیاد) و بالا نگه‌داشتن پا است. در موارد شدیدتر، ممکن است استفاده از عصا یا مراجعه به پزشک برای بررسی بیشتر و انجام عکس‌برداری لازم باشد تا احتمال شکستگی رد شود.
در پیچ‌خوردگی‌های خفیف، با مراقبت مناسب در خانه، معمولاً ظرف چند روز بهبودی حاصل می‌شود، اما اگر درد شدید باشد یا بهبودی حاصل نشود، مراجعه به پزشک ضروری است.

## کشیدگی رباط
کشیده شدن شدید رُباط که به صدمهٔ کامل یا ناکامل منجر شود را کشیدگی رُباط می‌گویند.
پیچ‌خوردگی یا در اصلاح عامیانه رگ به رگ شدن علت اصلی کشیدگی رباط است. زمانی که ساختمانی مانند رباط، جامعیت ساختمانی خود را از دست بدهد از واژه کشیدگی استفاده می‌گردد. رباط‌ها عامل اتصال استخوان‌ها در مفاصل هستند. مهمترین نقش رباط‌ها در بدن، ایجاد ثبات و پایداری در مفصل است. رباط‌ها و تاندون‌ها از نظر ساختمان بسیار مشابه‌اند، اما رباط‌ها معمولاً نسبت به تاندون‌ها پهن‌تر بوده و فیبرهای کلاژن در رباط‌ها متراکم‌تر هستند.

## شدت آسیب
شدت آسیب‌ها سه درجه دارد که شامل:
درجه ۱:در این حالت میزان آسیب خفیف بوده و بی‌ثباتی در مفصل وجود ندارد.
درجه۲:به علت پارگی متوسطی که ایجاد شده‌است به میزانی بی‌ثباتی وجود دارد ولی زیاد نیست. خون‌ریزی در مفصل دیده می‌شود.
درجه ۳:این حالت یعنی پارگی کامل است و معمولاً بی‌ثباتی در مفصل وجود دارد. خون‌ریزی در مفصل شدیدتر است.

## علل کشیدگی
- پیچ خوردگی، کشیده شدن ناگهانی رباطها و مفاصل.
- ضربه به بدن.
- در پی سقوط و زمین خوردن.

## علایم و نشانه‌های
- درد-تورم-التهاب-کوفتگی-ناتوانی در حرکت دادن موضع-اسپاسم عضلانی-در موارد شدید خون‌ریزی و کبودی شدید موضع. درد کم به همراه کبودی در حالی که  هنوز می‌تواند بدون مشکل زیادی آن عضو را مورد استفاده قرار دهد، به احتمال زیاد نشانه آن است که پیچ خوردگی خفیف است (به این معنا که یک تاندون، ماهیچه یا رباط، بیش از اندازه کشیده شده است)

## درمان
1. مصرف مسکنهای درد مانند ایبوپروفن و استامینوفن.
2. بی حرکت نگاهداشتن موضع به منظور جلوگیری از آسیب بیشتر.
3. استفاده از کمپرس یخ در ۷۲-۴۸ اولیه-کمپرس باید در فواصل زمانی ۳-۲ ساعت به مدت ۲۰-۱۵ دقیقه روی موضع قرار داده شود.
4. بانداژ کردن موضع آسیب دیده از تورم بیشتر آن جلوگیری می‌کند در هنگام بانداژکردن مراقب باشید بیش از حد باند را محکم دور موضع نپیچید زیرا با این عمل از رسیدن خون به ناحیه مورد نظر جلوگیری می‌کنید.
5. بالا نگه داشتن ناحیه آسیب دیده تورم آن را کاهش می‌دهد.
6. هیچگاه در ۴۸ ساعت نخست کشیدگی و رگ به رگ شدن از کمپرس گرم استفاده نکنید. اما پس از گذشت ۳-۲ روز استفاده هر دو نوع کمپرس گرم و سرد کارساز می‌باشد.

## پیشگیری
- هنگامی که خسته یا دچار درد عضو می‌باشید از ورزش کردن و انجام فعالیت بدنی خودداری کنید.
- با پیروی از یک رژیم غذایی متعادل سلامتی خود را همواره حفظ کنید.
- وزن خود را کنترل کنید.
- پیش ازانجام هر گونه فعالیت بدنی ابتدا بدنتان را گرم کرده و حرکات کششی انجام دهید.
- کفشهای مناسب و کاملاً اندازه به پا کنید.
- همواره عضلات خود را قوی، نرم و انعطاف پذیر نگاه دارید.
- همواره شرایط فیزیکی مناسبی داشته باشید.
- از تجهیزات حفاظتی هنگام فعالیت بدنی استفاده کنید مانند ساق بند، مچ بند و غیره.

## نواحی شایع کشیدگی
- مچ پا. پیچ خوردگی مفصل مچ پا شیوع بالایی دارد.
- زانو. آسیب رباطها در زانو به خصوص در ورزشکاران شایع است. پارگی رباط متقاطع جلویی از میان رباطهای دیگر زانو زیاد دیده می‌شود.
- انگشتان دست
- مچ دست
- انگشتان پا

## اصول درمان در کشیدگی‌ها
به‌طورکلی درمان عبارتنداز:
۱-اصل زیر در پیچ‌خوردگی‌ها به کار می‌رود که شامل موارد زیر است:
- محافظت از اندام. مثلاً استفاده از بریس به ویژه در موارد آسیب متوسط و شدید در مراحل اولیه کاربرد دارد.
- استراحت. جهت ترمیم بافتی و کاهش درد و تورم لازم است.
- یخ‌گذاری. با هدف کاهش درد و تورم به کار می‌رود.
- فشار. مثلاً انجام بانداژ جهت کاهش تورم.
- بالا نگه داشتن اندام. بیشتر با هدف کاهش تورم توصیه می‌شود.

۲-درمان دارویی جهت کاهش درد و التهاب
۳-درمان فیزیوتراپی
۴-درمان جراحی. در بعضی از موارد به خصوص در افراد ورزشکار ممکن است به جراحی نیاز داشته باشند.